# Clark
Clark er en dansk drama-dokumentarisk film, der tegner et portræt af Clark Olofsson, den berømte svenske bankrøver og gidseltager fra Norrmalmstorg i Stockholm. Filmen er skrevet og instrueret af Poul Martinsen og udsendt i 1977.
Olofsson var 28 år, da han i 1973 nåede at begå endnu et kup med et udbytte på 200.000 kroner, denne gang i Danmark. Året efter blev han pågrebet i sit hjemland. Poul Martinsen opsøgte ham i fængslet og gjorde ham til medforfatter af filmen om hans opvækst og kriminelle karriere.